# 스위스 연방대통령
스위스 연방대통령(독일어: Bundespräsident, 프랑스어: Président de la Confédération, 이탈리아어: Presidente della Confederazione, 로만슈어: President da la Confederaziun)은 7명으로 구성되는 스위스 연방의 행정부인 연방평의회의 수장이다. 스위스 연방의회에서 1년 임기로 선출되어 연방평의회 회의에서 의장을 맡고 특별 대표자로서의 업무를 수행한다. 연방대통령직은 동등자 중 일인자(Primus inter pares) 제도를 따르며 다른 6명의 평의원들보다 우세한 어떠한 권한도 갖지 않으며 계속해서 지정된 부서의 수장을 맡는다. 전통적으로 직위는 순서대로 구성원들 사이에서 순환되며 연방평의회 부대통령이 전임자의 대통령직을 이어받는다. 연방평의회 전체가 집합적인 국가원수이므로 연방대통령은 국가원수 지위에 해당하지 않는다.

## 같이 보기
- 스위스 연방평의회